# Nephtys bucera
Nephtys bucera är en ringmaskart som beskrevs av Ehlers 1868. Nephtys bucera ingår i släktet Nephtys och familjen Nephtyidae. Inga underarter finns listade i Catalogue of Life.